# Allometria
Allometria – wada rozwojowa, spowodowana wyprzedzeniem lub nienadążaniem rozwoju konkretnego narządu za rozwojem reszty ciała, prowadząca niekiedy do zmiany proporcji ciała.